# Appoloniakapel
De Appoloniakapel, ook wel cellakapel genoemd, werd opgericht ter ere van de heilige Appolonia. Ze is gelegen aan de Zullikstraat en Manhovestraat te Sint-Pieters-Kapelle, een deelgemeente van Pajottegem in Vlaams-Brabant. 
De Heilige Appoloniakapel werd gebouwd tussen 1843 en 1865. Op de topografische kaarten uit de 19e eeuw staat op deze plek ‘CHAPle Manheye’ vermeld.  
De toegankelijke kapel is opgetrokken in baksteen en kreeg een cementering met imitatievoegen. Het is bedekt met een zadeldak van rode pannen. Een witgeschilderde houten deur met spijlen schermt het houten altaar af van het publieke deel. Heden zijn enkele heiligenbeelden opgesteld, zoals de Heilige Appolonia, het Heilig Hart, de Heilige Antonius van Padua en Onze-Lieve-Vrouw. De drie oorspronkelijke beelden van de Heilige Appolonia, Maria en Jozef worden bewaard bij de familie Buekens. 
De kapel was vroeger een bedevaartsoord.